# کلی آن لیلند
کلی آن لیلند (انگلیسی: Kellie-Ann Leyland؛ زادهٔ ۵ نوامبر ۱۹۸۶) بازیکن فوتبال اهل بریتانیا است.
وی همچنین در تیم ملی فوتبال Northern Ireland بازی کرده‌است.